# Rosenbauer
Firma Rosenbauer (Rosenbauer International AG) – jeden z trzech największych na świecie producentów pojazdów pożarniczych oraz specjalistycznego wyposażenia dla służb ratowniczych i pożarniczych. Główna siedziba  firmy znajduje się w Leonding w Austrii. 

## Historia
Pierwsze austriackie przedsiębiorstwo prowadzące sprzedaż urządzeń i wyposażenia pożarniczego zostało założone przez Johanna Rosenbauera w Linzu w 1866 roku. Firma oferowała sprzedaż: ręcznych pomp pożarniczych różnych producentów, kasków strażackich. Konrad Rosenbauer przejął firmę w 1888 roku. Nowy zarządca firmy uruchomił i rozwinął produkcję własnego sprzętu gaśniczego. Firma zmieniła nazwę na K. Rosenbauer & Kneitschel, Fabrik für Lösch- und Wehrgerät und Metallwaren.
W 1908 roku firma rozpocząła produkcję pomp zasilanych gazem, a pierwszy samochód strażacki zbudowała w 1918 roku. W 1926 roku nowa Automobilspritzengesellschaft Lohner & Rosenbauer wysłała swój pierwszy pojazd do Chin. Od 1930 roku Rosenbauer rozpoczął produkcję silników dwusuwowych (obecnie silniki są dostarczane przez innych producentów, zwłaszcza BMW i Volkswagen). Od lat 70. Rosenbauer współpracuje z  austriackim producentem różnych nadwozi Carvatech.
Produkcja pojazdów Panther odbywa się głównie w nowym zakładzie w Leonding (Austria). 
Pojazdy klasy "Panther" znajdują się na wyposażeniu lotniskowych straży pożarnych w ponad 100 krajach.  W Polsce pojazdy Rosenbauer Panther znajdują się na wyposażeniu siedmiu lotnisk,  w 2009 r. pierwsze dwa pojazdy (Panther oraz Panther HRET) trafiły na wyposażenie Portu Lotniczego im. Jana Pawła II Kraków-Balice.
Grupa Rosenbauer (Rosenbauer International AG) posiada oddziały sprzedaży i serwisu w kilku krajach na świecie, w tym:   
w Chinach, Szwajcarii, Hiszpanii, Singapurze, południowej Afryce, Australii, Włoszech, Francji, Stanach Zjednoczonych oraz w Polsce (od 2018). W 2010 roku Rosenbauer zatrudniał ponad 2000 pracowników na całym świecie, a obroty wyniosły około 595 milionów euro. Ponad 90% produkcji jest eksportowane.
Grupa Rosebauer  produkuje różny sprzęt i urządzenia do gaszenia pożarów, w tym także: agregaty prądotwórcze, pompy zanurzeniowe, motopompy, agregaty pompowe, działka wodne,  
oraz  specjalistyczne wyposażenie  strażaków, np: buty strażackie, rękawice, hełmy, specjalne ubrania bojowe, kamery termowizyjne oraz specjalistycznego robota na gąsienicach (RTE Robot).

## Lotniskowe pojazdy pożarnicze
Źródło informacji:
Firma produkuje różne specjalistyczne lotniskowe pojazdy ratowniczo gaśnicze w tym jedne z największych na świecie pojazdów pożarniczych o wadze 52 ton i długości  12m Rosenbauer Panther. Wśród produkowanych lotniskowych pojazdów pożarniczych występują także inne modele:  „STINGER HRET”, „Panther” electric, MT Airport BUFFALO, Rosenbauer Simba.

## Galeria

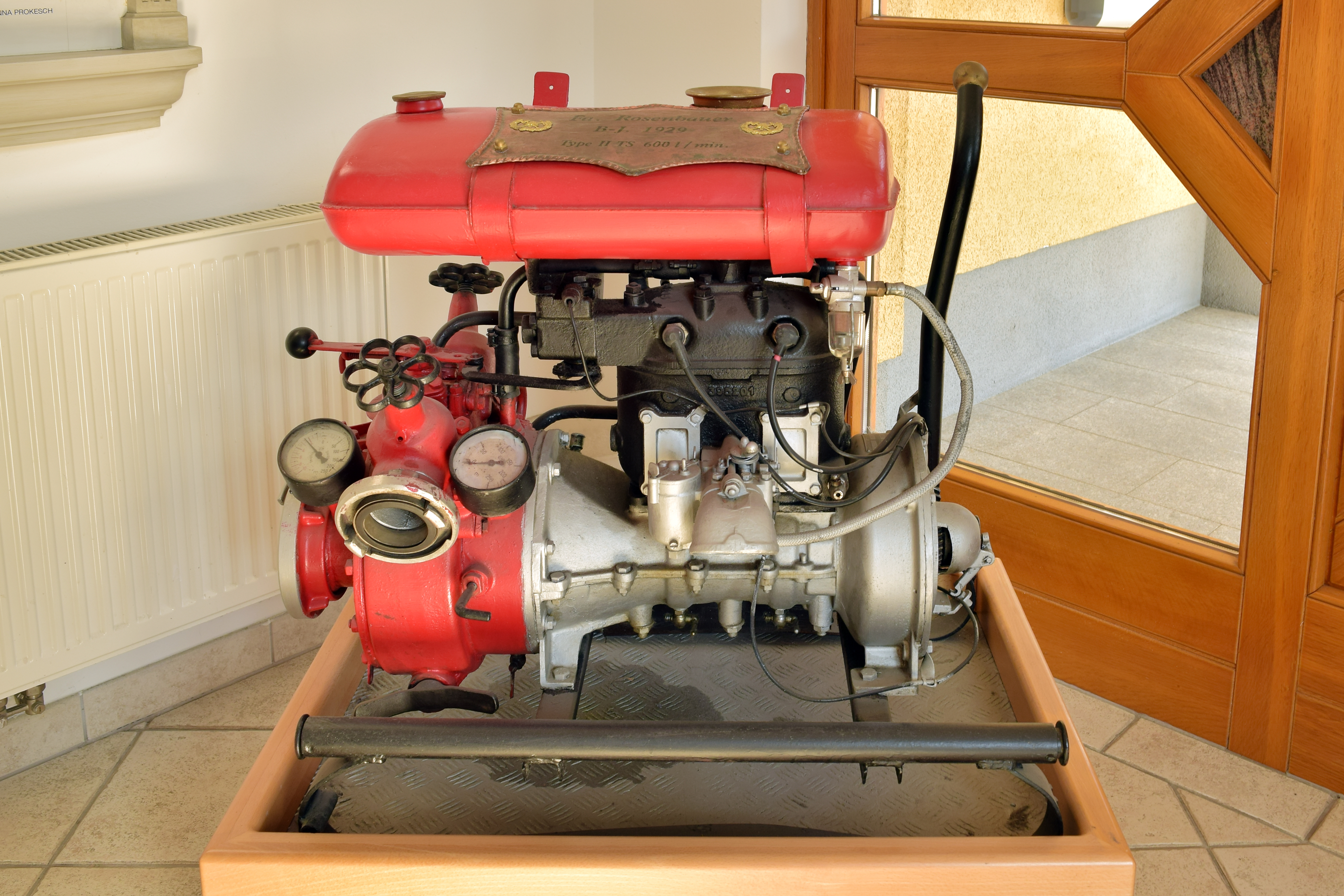
Motopompa przenośna z 1929 roku, Typ II TS
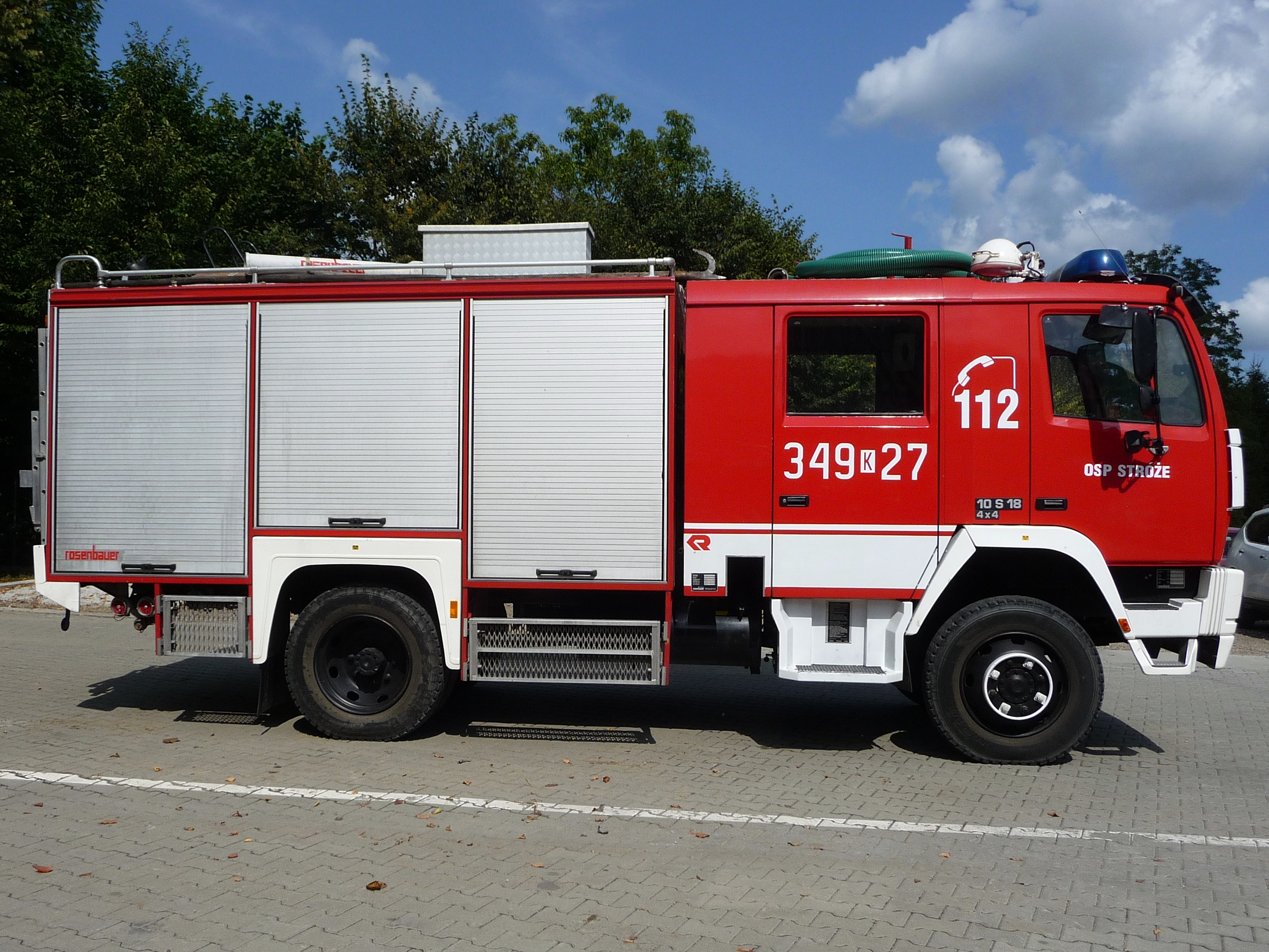
Samochód Ochotniczej Straży Pożarnej, Rosenbauer na podwoziu Steyr 10S18
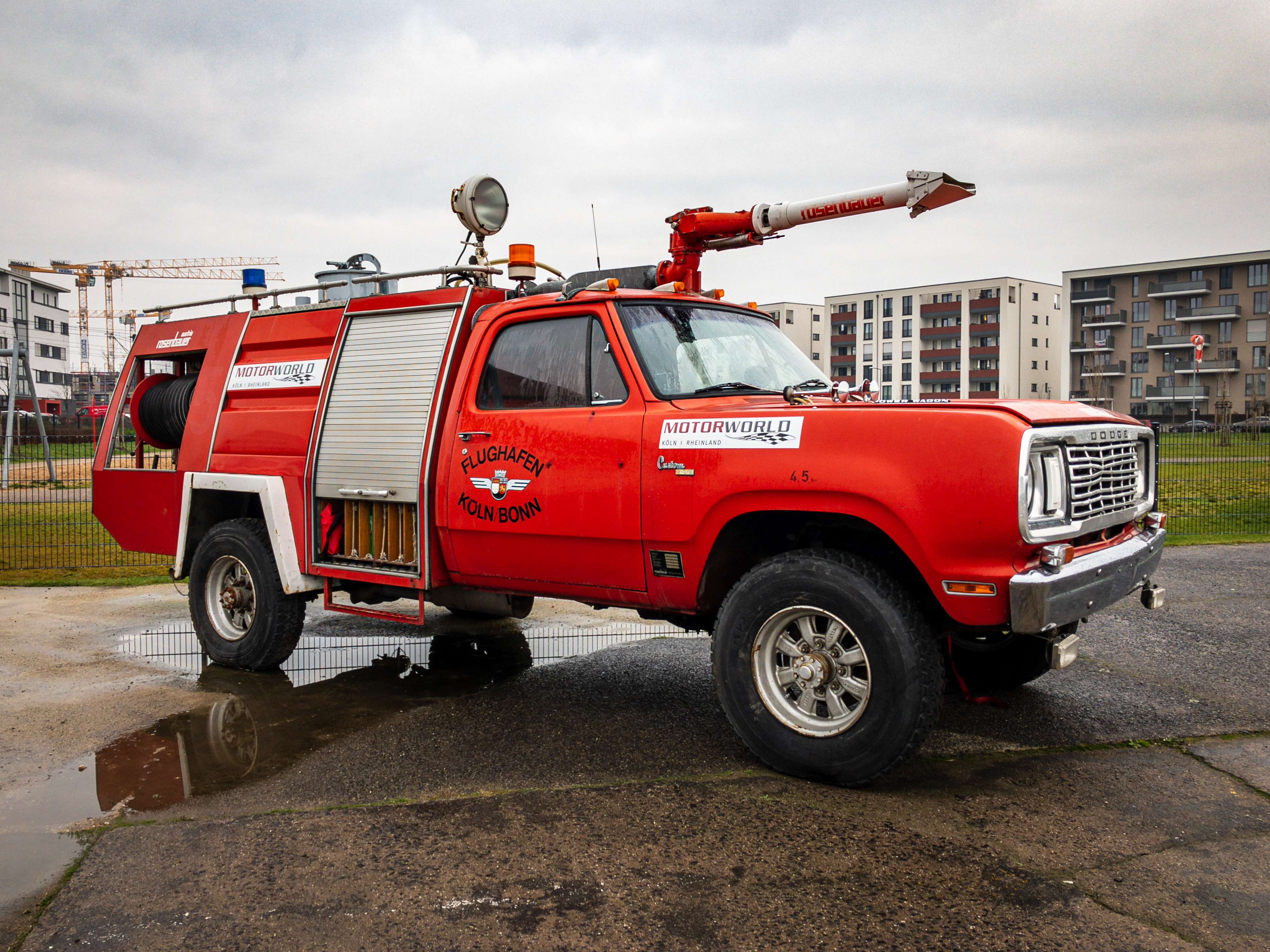
Rosenbauer „Cheatah”  na podwoziu samochodu Dodge 4x4
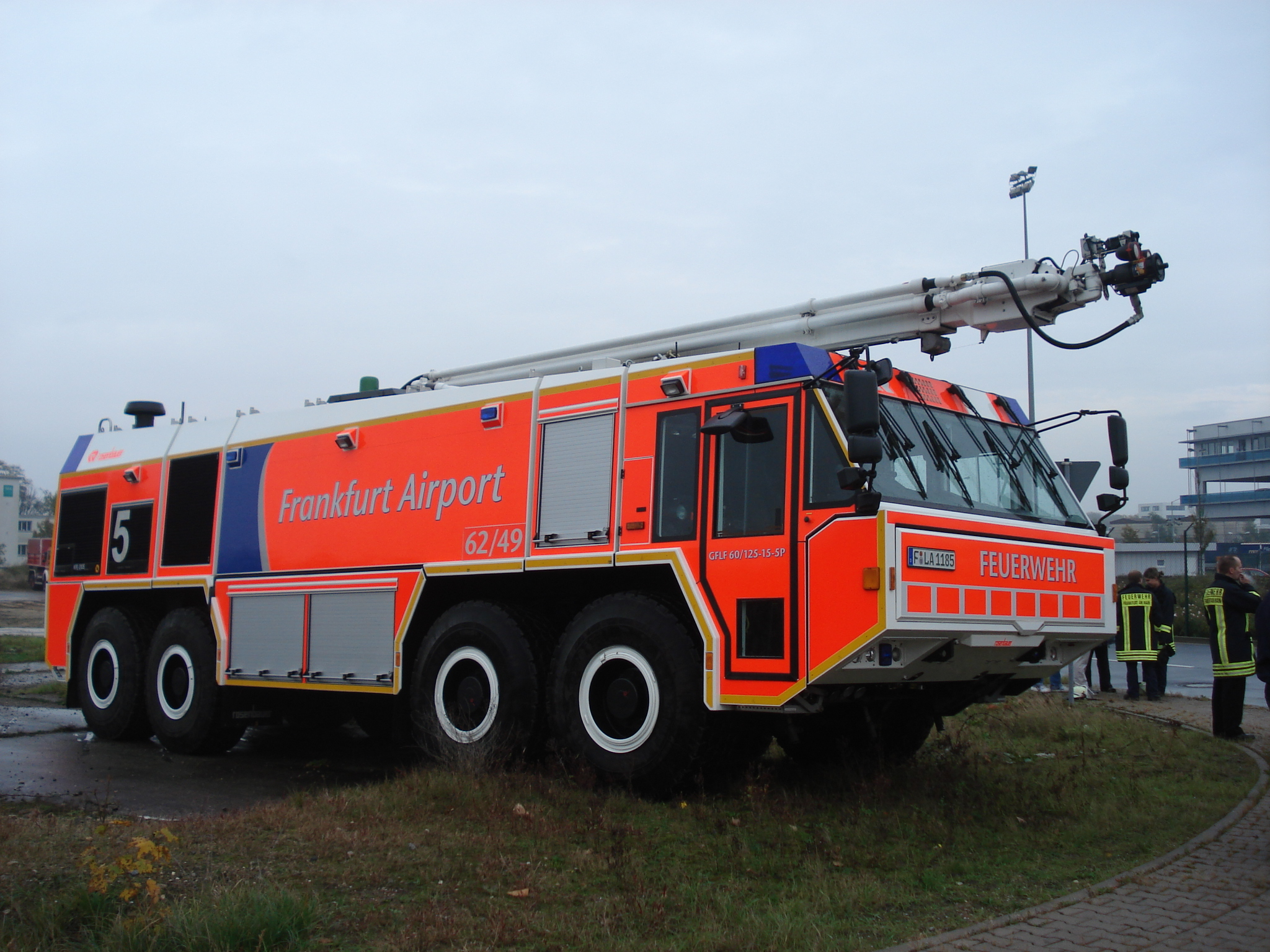
Rosenbauer Simba 8x8
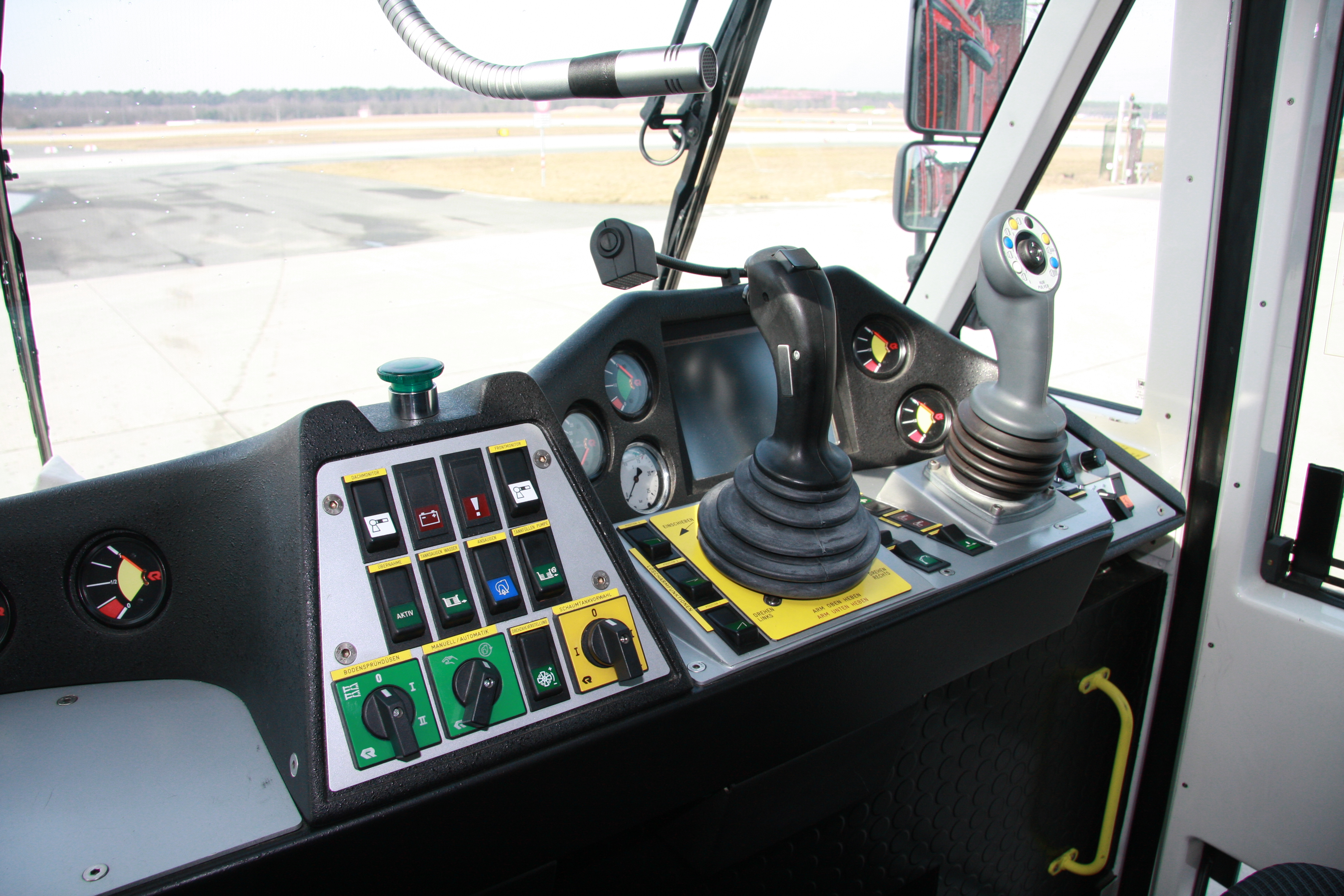
Panel sterowania działkami wodno-pianowymi i systemami pożarniczymi (Rosenbauer Simba)
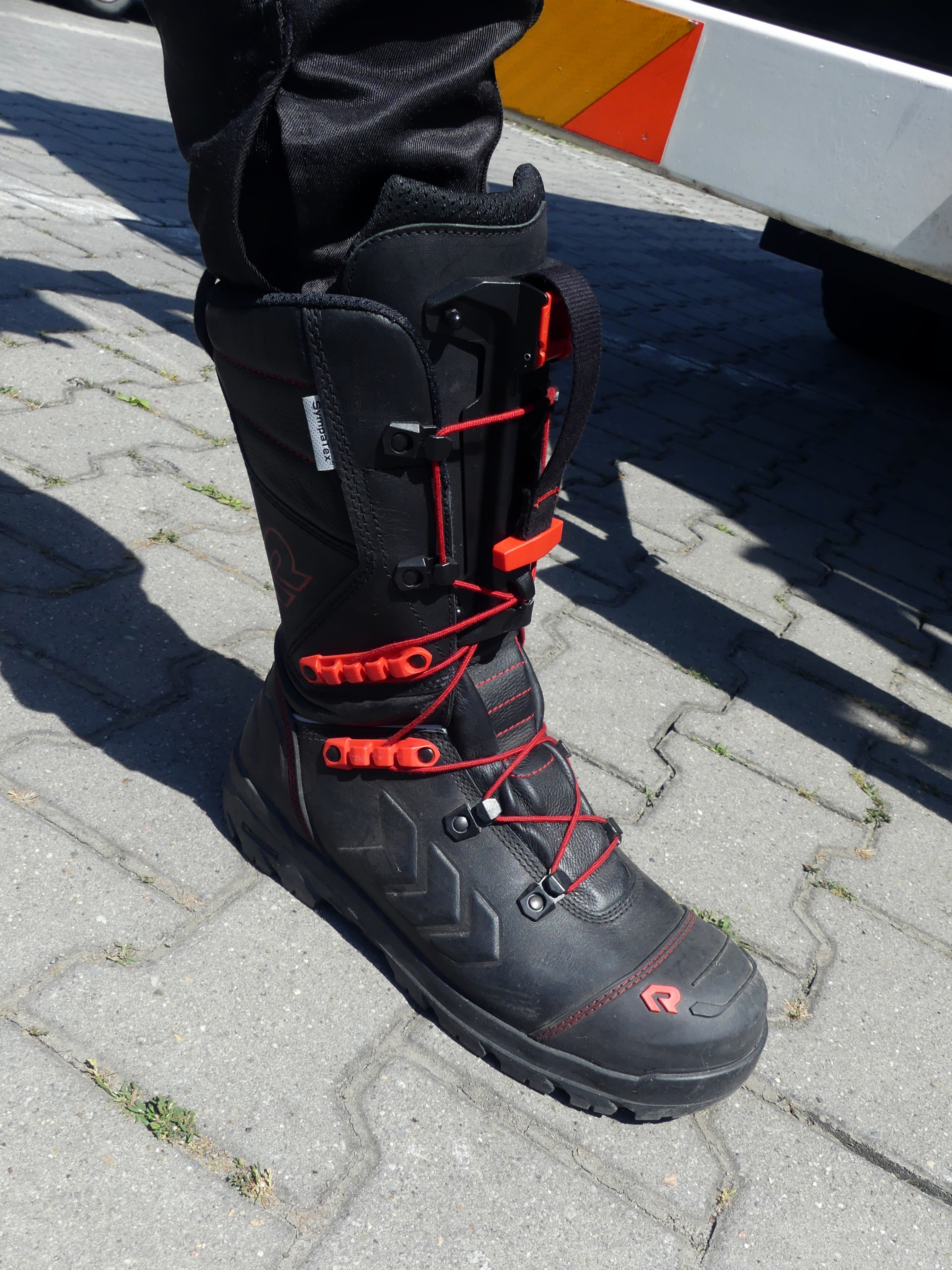
Specjalistyczne buty strażackie, Rosenbauer BOROS B4